# 김형준 (배우)
김형준(1985년 1월 27일 ~ )은 대한민국의 배우이다.

## 학력
- 청주대학교 연극과

## 출연작

### 드라마
- 《여자의 비밀》 (2016년, KBS2) - 다니엘 리 역
- 《로열 패밀리》 (2011년, MBC) - 기자 역
- 《전우》 (2010년, KBS1) - 운전병 역
- 《동이》 (2010년, MBC) - 의원 역

### 영화
- 《타짜: 신의 손》 (2014년) - 유령하우스 건달 역
- 《연가시》 (2012년) - 형사 1 역